# وسکس واتر
وسکس واتر (انگلیسی: Wessex Water) شرکت آب بریتانیایی است، که در سال ۱۹۷۳ تأسیس شد.